# Vijeće za normu hrvatskoga standardnog jezika
Vijeće za normu hrvatskoga standardnog jezika bilo je savjetodavnim vijećem pri Ministarstvu znanosti, obrazovanja i športa, poslije Ministarstvu znanosti, obrazovanja i sporta, koje je osnovano za skrb o hrvatskome standardnom jeziku te poradi skrbi za veliku jezičnu stečevinu i raspravljanje o pitanjima što se postavljaju u svezi s njom.

## Povijest
Vijeće za normu hrvatskoga jezika 16. ožujka 1998. godine osnovalo je Vijeće za jezikoslovlje i hrvatski jezik pri Ministarstvu znanosti i tehnologije, a sjedište Vijeća bilo je u Institutu za hrvatski jezik i jezikoslovlje. Predsjednik Vijeća bio je Stjepan Babić. Vijeće se sastajalo do prosinca 1999. godine, a teme sjednica bile su uglavnom pravopisne prirode: prijedlog pisanja ie na mjestu dugoga jata (liepo, mlieko, diete), pisanje ne ću / neću, pisanje jata iza pokrivenoga r (pogrješka/pogreška) i pisanje dvostrukih afrikata (zadatci/zadaci). Najviše se raspravljalo o prijedlogu da se na mjestu dugoga jata uvede promjena te da se više ne piše slijed ije nego ie. Za takav su prijedlog bili Stjepan Babić, Dalibor Brozović, Sanda Ham, Stojan Vrljić, Mile Mamić, Miro Kačić, protiv su bili Marko Samardžija, Mladen Machiedo, Radoslav Katičić odbacio je prijedlog zbog Jasenovca (!?), a Milan Moguš se "suzdržao od prihvaćanja takva rješenja", dok je Tomislav Ladan predložio da se uputi anketa raznim kulturnim i znanstvenim institucijama te političkim strankama s pitanjem jesu li za navedenu promjenu. Nakon što je taj anketni pokušaj propao (rijetke su se ustanove i stranke odazvale na anketu, a Drago Krpina, glavni tajnik Hrvatske demokratske zajednice, koja je u to vrijeme na vlasti, odbija u tome sudjelovati jer o takvim pitanjima "ne bi trebalo raspravljati na političkoj razini, već u krugovima kompetentnih stručnjaka koji se bave kulturom hrvatskoga književnog jezika i zasigurno najbolje poznaju problematiku") promjenom vlasti početkom 2000. godine Vijeće se prestalo sastajati premda su neki tvrdili da je novoimenovani ministar Hrvoje Kraljević ukinuo Vijeće.
Drugo Vijeće za normu hrvatskoga standardnog jezika osnovano je 14. travnja 2005. godine. Imenovao ga je ministar znanosti obrazovanja i športa Dragan Primorac, a sjedište Vijeća ponovno je bilo u Institutu za hrvatski jezik i jezikoslovlje. Za čelnu osobu bio je postavljen hrvatski akademik Radoslav Katičić, a za zamjenika akademik Mislav Ježić. Ministar obrazovanja Dragan Primorac ni mjesec dana nakon potpisivanja preporuke za Hrvatski školski pravopis (16. veljače 2005.) odaslao je dopis u kojem je od brojnih hrvatskih jezikoslovnih i kulturnih ustanova tražio da imenuju svog predstavnika u Vijeće, kojemu je na čelo postavio akademika Radoslava Katičića. U pozivu za predlaganje članova Vijeća raznim ustanovama ministra Dragana Primorca od 10. ožujka 2005. stoji: „Ministarstvo znanosti, obrazovanja i športa potiče osnivanje Vijeća za normu hrvatskoga standardnog jezika koje treba izraditi jedinstvenu pravopisnu normu hrvatskoga jezika te rješavati jezične i pravopisne dvojbe koje se ponekad javljaju.“
Razlog osnivanja Vijeća dobrim dijelom leži i u činjenici što su medijske reakcije na preporučivanje Hrvatskoga školskog pravopisa bile uglavnom negativne jer su za škole kao jedina pravopisna rješenja preporučena ona iz 5. izdanja Babić-Finka-Moguševa Hrvatskoga pravopisa iz 2000.: ne ću, pogrješka i zadatci, što velik dio medija i kulturne javnosti nikad nije prihvatio.
I drugome Vijeću za normu hrvatskoga standardnog jezika (osobito u početku) glavne su teme sjednica bila pravopisna pitanja, a promjena pisanja ije kao ie više nije bila temom rasprave. Tako se glede pravopisnih pitanja Vijeće za normu očitovalo na sedam sjednica: 5. sjednici od 6. listopada 2005. (općenito o pravopisnoj normi), 6. sjednici od 2. studenoga 2005. (dentalni okluzivi ispred afrikata), 7. sjednici od 15. prosinca 2005. (ne ću ili neću), 8. sjednici od 26. siječnja 2006. (rastavljeno i sastavljeno pisanje), 9. sjednici od 16. ožujka 2006. (polusloženice), 10. sjednici od 20. travnja 2006. (pokriveno r) i na 14. sjednici od 19. listopada 2006. (pisanje stranih imena i od njih izvedenih pridjeva, intervokalno j). Pravila se iz zaključaka mogu sažeti u sljedećih nekoliko primjera: redci, zadatci, ne ću, video-zapis, pogrješka i pogreška, Njujorčanin, njujorški, G Puccinija.
Najglasnije je odjeknula odluka Vijeća za normu o rastavljenom pisanju niječnice glagola htjeti: ne ću, ne ćeš, ne će... Na 7. sjednici održanoj 15. prosinca 2005. povela se burna rasprava o tome pravopisnom pitanju nakon uvodnoga slova predsjednika Vijeća Radoslava Katičića, koji je u obranu takva načina pisanja pozvao i Ivana Broza, ali i Vuka Stefanovića Karadžića: Nije, uostalom, drukčije pisao ni Vuk Stefanović Karadžić utemeljujući srpski standardni jezik i srpski fonološki pravopis. Za rastavljeno pisanje ne ću u glasovanju su se izjasnili Radoslav Katičić, Dunja Brozović-Rončević, Ljiljana Kolenić, Tomislav Ladan, Mirko Peti, Marija Turk i Ivan Zoričić, protiv su bili Joško Božanić i Ivo Pranjković, a suzdržani Mislav Ježić i Mile Mamić. Pravu medijsku buru bio je izazvao tadašnji premijer Ivo Sanader svojim komentarom o zaključku Vijeća da treba pisati ne ću kako će, protivno zaključku Vijeća za normu nastaviti neću pisati zajedno.
Radoslav Katičić, kao predsjednik Vijeća za normu hrvatskoga standardnog jezika, uputio je 19. listopada 2006. godine ministru Draganu Primorcu dopis (uz izvješće o dotadašnjem radu Vijeća i zaključke s pravopisnim pravilima) u kojem od njega traži raspisivanje natječaja za temeljne jezične priručnike, među kojima je i pravopis. Dunja Brozović-Rončević iznijela je Vijeću prijedlog Instituta za hrvatski jezik i jezikoslovlje, koji je predstavljala u Vijeću za normu hrvatskoga standardnoga jezika, o pisanju jedinstvenoga pravopisa kao neautorskoga djela jer je to jedini način da se konačno riješe prijepori i sredi pravopisna norma i praksa u Hrvatskoj, ali do toga nije došlo dobrim dijelom i zbog činjenice da na taj dopis iz Ministarstva nikad nije stigao odgovor, vjerojatno i zbog stava premijera Sanadera da ne planira uvažiti mišljenje jezikoslovnih stručnjaka u Vijeću i početi pisati ne ću umjesto neću.
Vijeće za normu hrvatskoga standardnog jezika svojom je odlukom od 8. svibnja 2012. ukinuo ministar Željko Jovanović, što je Marko Samardžija bio lucidno najavio iste godine kad je Vijeće i osnovano (2005.) sarkastičnim komentarom: Sve dotle dok se hrvatska jezična politika ne bude vodila institucionalno (a za to je potrebno imati središnju nacionalnu stručnu ustanovu), nego u neformalnim krugovima ili preko ad hoc sazvanih povjerenstava, odbora ili komisija – u kakvima sam svojedobno i sam uspješno dangubio – koje jedan ministar imenuje, a sljedeći ignorira ili raspušta, bojim se da će sve u vezi s hrvatskim standardnim jezikom i njegovim pravopisom ostati “uređeno” onako kako jest, a možda, uz nešto sreće, bude i gore.
Ta je odluka uglavnom slabo odjeknula u znanstvenim i kulturnim krugovima, a među onima koji su reagirali bili su Razred za filološke znanosti HAZU i Društvo hrvatskih književnika. 
Društvo hrvatskih književnika na svojoj godišnjoj skupštini, održanoj 16. lipnja 2012. god. izrazilo je zabrinutost društvenim položajem hrvatskoga jezika i ukidanjem Vijeća za normu.
Razred za filološke znanosti HAZU u povodu odluke o ukidanju Vijeća za normu hrvatskoga standardnoga jezika dao je 18. lipnja 2012. izjavu u kojoj je izrekao žaljenje što je Vijeće za normu ukinuto odlukom bez dijaloga i obrazloženja pa bi najrazumnije bilo opozvati odluku i popraviti štetu.

## Zadaće
Osnivanje Vijeća potaknuto je žestokim reakcijama medija i stručne javnosti na preporučivanje Hrvatskoga školskog pravopisa za školsku uporabu 16. veljače 2005. (ili, kako je to napisao Stjepan Babić, "javilo se više mutikaša"), kojim su se u obrazovnome sustavu trebala primjenjivati rješenja poput ne ću, pogreška i zadatci. Osnovna inicijalna zadaća Vijeća iščitava se iz poziva za predlaganje članova Vijeća raznim ustanovama ministra Dragana Primorca od 10. ožujka 2005., da Vijeće "treba izraditi jedinstvenu pravopisnu normu hrvatskoga jezika te rješavati jezične i pravopisne dvojbe koje se ponekad javljaju“, i to najviše zbog činjenice da "hrvatska javnost, ali i struka traži da se koliko je god moguće otkloni pravopisna neujednačenost koja je do sada vladala u školama jer su raznoliki pravopisi zbunjivali i učenike i nastavnike.". Naknadno su zadaće Vijeća poprilično proširene, a izradba jedinstvene pravopisne norme dospjela je na začelje liste zadaća Vijeća.
Zadaće Vijeća bile su:
- voditi sustavnu stručnu skrb o hrvatskome standardnom jeziku
- raspravljati o aktualnim nedoumicama i otvorenim pitanjima hrvatskoga standardnog jezika
- upozoravati na primjere nepoštivanja ustavne odredbe o hrvatskome kao službenome jeziku
- promicati kulturu hrvatskoga standardnog jezika u pisanoj i govornoj komunikaciji
- voditi skrb o mjestu i ulozi hrvatskoga standardnog jezika s obzirom na proces integracije RH u EU
- donijeti rješenja s daljnjim normiranjem hrvatskoga standardnog jezika
- pratiti jezičnu problematiku i utvrditi načela u pravopisnoj normi

## Članovi
Prvo Vijeće: Stjepan Babić, predsjednik, Radoslav Katičić, Milan Moguš, Dalibor Brozović, Sanda Ham, Miro Kačić, Tomislav Ladan, Mladen Machiedo, Mile Mamić, Marko Samardžija, Stjepko Težak i Stojan Vrljić. Tajnica je bila Milica Mihaljević.
Drugo Vijeće: Radoslav Katičić, predsjednik, Mislav Ježić, zamjenik, Ivo Pranjković, Dunja Pavličević-Franić, Mirko Peti, Ljiljana Kolenić, Dunja Brozović-Rončević - ujedno i tajnica, Marija Turk, Branka Tafra, Tomislav Ladan (nakon njegove smrti 2008. imenovan je Marko Samardžija), Mile Mamić, Ivan Zoričić i Joško Božanić.

## Ostavština
Premda su Hrvatski školski pravopis Stjepana Babića, Sande Ham i Milana Moguša iz 2008. (i kasnija izdanja) i Hrvatski pravopis Babića i Moguša iz 2010. godine imali podnaslov usklađen sa zaključcima Vijeća za normu hrvatskoga standardnog jezika, usporedbom tekstova zaključaka Vijeća i tekstova tih pravopisa jasno se dade zaključiti kako su spomenuti pravopisni tekstovi samo djelomice usklađeni sa zaključcima Vijeća, a gdjekad su njima posve suprotstavljeni. Na tu je neusklađenost Vijeće upozoreno, ali je predsjednik Vijeća Radoslav Katičić rekao da je usklađivanje stvar autora, a ne Vijeća.
Autori i urednici Hrvatskoga pravopisa Instituta za hrvatski jezik i jezikoslovlje iz 2013. u svojim su se rješenjima pozivali na zaključke Vijeća za normu hrvatskoga standardnoga jezika te su zapisnici Vijeća navedeni kao jedan od izvora u impresumu.
Premda su pravopisne teme sjednica Vijeća za normu hrvatskoga standardnog jezika bile u središtu (medijske) pozornosti, najvažnijim se prinosom hrvatskomu jezikoslovlju Vijeća može smatrati inicijativa za izgradnju hrvatskoga strukovnog nazivlja, što je prihvatilo Ministarstvo znanosti, obrazovanja i športa i Nacionalna zaklada za znanost, visoko školstvo i tehnologijski razvoj RH (sadašnja Hrvatska zaklada za znanost) te se od 2008. godine pri Institutu za hrvatski jezik i jezikoslovlje izvodi projekt pod nazivom "Izgradnja hrvatskoga strukovnog nazivlja - STRUNA".

## Naknadne rasprave
Od raspuštanja Vijeća 2012. godine bilo je više inicijativa za njegovim ponovnim formiranjem, a u ožujku 2017. tadašnji ministar znanosti Barišić izjavio je:
Neki članovi Vijeća na tu su inicijativu ministra Barišića reagirali negativnim komentarom, primjerice Branka Tafra:

Sličnoga je mišljenja bio i Ivan Zoričić: 

Ivo Pranjković bio je rezolutan u mišljenju o svome eventualnom sudjelovanju u novome Vijeću: 
Jedan od mogućih razloga dosadašnjeg neobnavljanja Vijeća zapisao je Ranko Matasović u prosincu 2017. ovako:
Prijedlog akademika Matasovića je da ulogu Vijeća preuzme Razred za filološke znanosti HAZU, ne samo zbog toga što HAZU, odnosno njegov Razred ne može dokinuti ministarska odluka, nego i zato što bi se HAZU trebala svojim autoritetom moći oduprijeti svim političkim i ideološkim pritiscima kojima bi hrvatski jezik mogao biti izložen.
Upravo je pri HAZU-u 29. siječnja 2020. godine osnovan Odbor za normu hrvatskoga standardnog jezika. Predsjednik je akademik Ranko Matasović, a članovi isključivo redoviti članovi i članovi suradnici Razreda za filološke znanosti HAZU.

## Povezani članak
- Vijeća za normiranje jezika

## Vanjske poveznice
|  | Wikizvor ima izvorni tekst Vijeće za normu hrvatskoga standardnog jezika |

- Zapisnici Vijeća za normu hrvatskoga standardnog jezika (2005. – 2012.): http://pravopis.hr/uploads/vijece-za-normu.pdf